# Museum Osthusschule
Das Museum Osthusschule im Bielefelder Stadtbezirk Senne ist ein Schul- und Heimatmuseum, das sich in einer ehemaligen preußischen Dorfschule befindet.

## Museum
Das 1995 gegründete Museum bietet einen Aufbau eines Klassenzimmers aus dem Jahr 1900 in dem auch Schauunterricht stattfinden kann. Darüber hinaus befinden sich im Museum das Heimatarchiv des Stadtbezirks Senne, eine Sammlung landwirtschaftlicher Geräte sowie eine Schmetterlingssammlung. In einem Nebentrakt werden das Leben und die wirtschaftliche Situation eines Dorfschullehrers um 1800 vorgestellt. Das etwa 7000 m2 große Außengelände gehört ebenfalls zum Museum. Es finden sich dort ein Rosarium, ein Kräutergarten und ein Waldlehrpfad. Jährlich findet dort das GartenKunst-Fest statt. Träger des Museums ist ein ehrenamtlich geführter Förderverein. Der Betrieb wird durch Besucherspenden finanziert.

## Gebäude

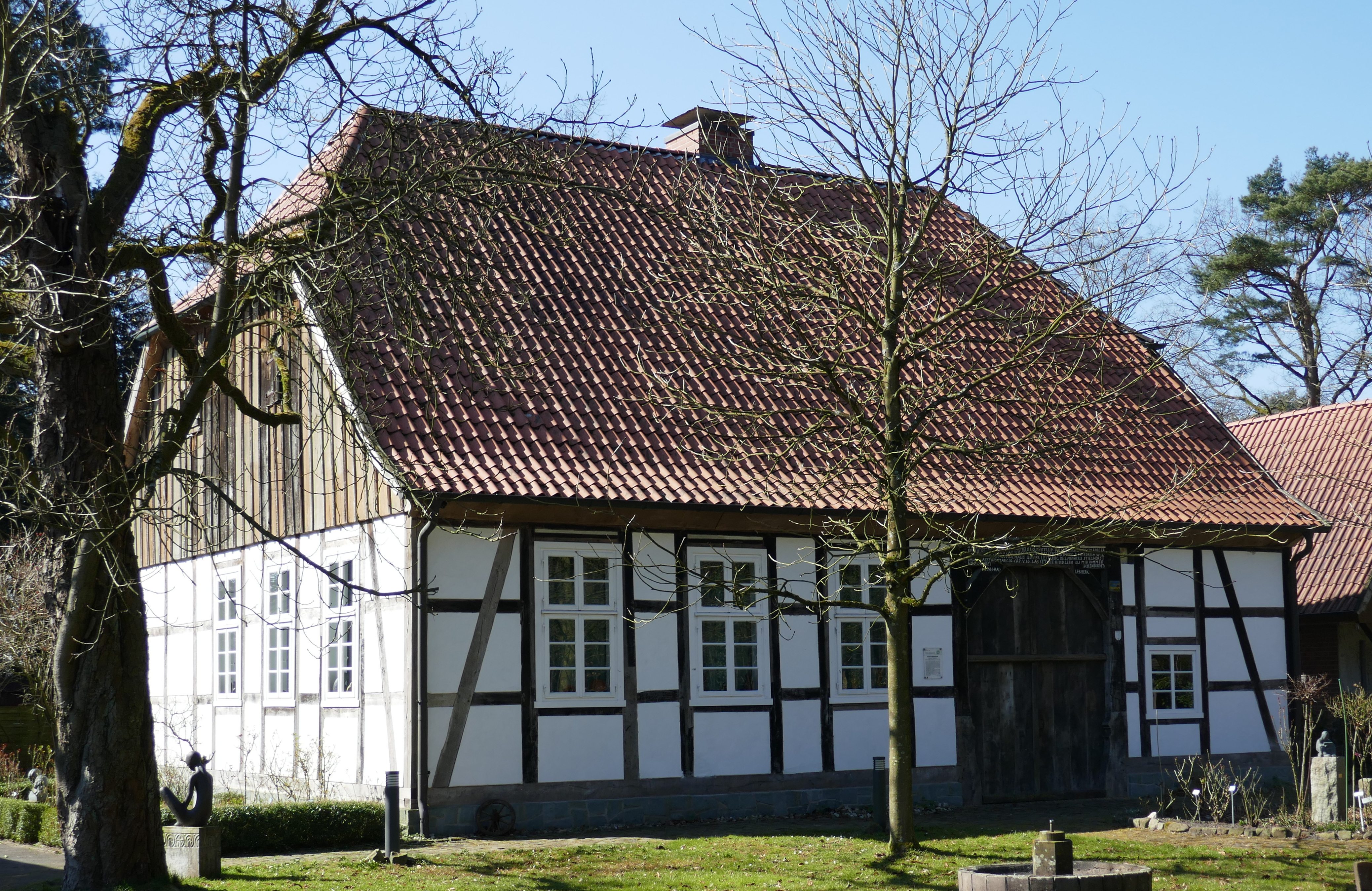
Volksschule Oldentrup

Das Museum besteht aus zwei Gebäudeteilen. Zum einen befinden sich das Klassenzimmer, die alte Lehrerwohnung und die Gerätesammlung in einer verklinkerten Dorfschule aus dem Jahr 1895. Diese war die damalige Volksschule der ehemaligen Gemeinde Senne I. Sie beinhaltete auch einen kleinen Wirtschaftsteil. Zum anderen wurde das Museum 2003 um die alte Volksschule Oldentrup erweitert. Das entsprechende Gebäude aus dem Jahr 1832 wurde dazu nach Senne transloziert. Das gesamte Ensemble steht unter Denkmalschutz.

## Sonstiges
Der Eingang zum Museum befindet sich gegenüber der Justizvollzugsanstalt Bielefeld-Senne an der Senner Straße 255. Das Museum Osthusschule befindet sich in direkter Nachbarschaft des privaten Naturschutzprojektes Rieselfelder Windel und ist dessen Partner.  Mit der Stadtbuslinie 36 und der Regionalbuslinie 80, Haltestelle Senne JVA, ist das Museum zu erreichen.